# Santo Tomás de los Plátanos
Santo Tomás de los Plátanos, conocido también como Nuevo Santo Tomás de los Plátanos, es una población del Estado de México, México; es cabecera del municipio de Santo Tomás, y se encuentra cercano al pueblo de Colorines.  El adjetivo de "nuevo" en el nombre del pueblo fue añadido a causa de una pasada evacuación del original Santo Tomás de los Plátanos; y aún se le conoce comúnmente, también, como Santo Tomás.
El antiguo Santo Tomás de los Plátanos estaba localizado en un valle en la cercanía del presente pueblo, y su evacuación fue fruto de la decisión del gobierno mexicano de utilizar las formaciones topográficas para la construcción de una nueva presa, y posteriormente la adición de dínamos para la producción de electricidad. Esto resultó en la inundación intencional del antiguo pueblo, y la fundación del nuevo poblado sobre un risco. El antiguo Santo Tomás disfrutaba de cafetales y de huertas frutales; hoy en día, sólo la cúpula de la vieja iglesia principal es visible sobre el nivel del agua de la presa hidroeléctrica Miguel Alemán.
Al parecer, en el pasado, hubo una procesión cuando la gente se mudó al lugar del nuevo poblado.
La celebración anual del pueblo se festeja el día 21 de diciembre. Una feria llega a instalarse en el centro del pueblo, donde está la plaza, y ahí se puede jugar lotería y otros juegos tradicionales.